# Pseudemoia
Genre
Pseudemoia est un genre de sauriens de la famille des Scincidae.

## Répartition
Les espèces de ce genre sont endémiques d'Australie.

## Liste des espèces
Selon The Reptile Database (28 novembre 2012) :
- Pseudemoia baudini (Greer, 1982)
- Pseudemoia cryodroma Hutchinson & Donnellan, 1992
- Pseudemoia entrecasteauxii (Duméril & Bibron, 1839)
- Pseudemoia pagenstecheri (Lindholm, 1901)
- Pseudemoia rawlinsoni (Hutchinson & Donnellan, 1988)
- Pseudemoia spenceri (Lucas & Frost, 1894)

## Publication originale
- Fuhn, 1967 : Pseudemoia, eine neue monotypische Gattung aus Südostaustralien (Ablepharus/Emoa/spenceri Lucas and Frost, 1894). Zoologischer Anzeiger, vol. 179, p. 243-247.